# El hombre virgen
El hombre virgen és una pel·lícula en blanc i negre de l'Argentina dirigida per Román Viñoly Barreto sobre el seu propi guió escrit en col·laboració Hugo Moser segons l'obra de teatre Hipocamp, de Sergio Pugliese que es va estrenar el 7 de març de 1956 i que va tenir com a protagonistes a Luis Sandrini, Aída Luz, Eduardo Sandrini i Bertha Moss.

## Argument
Un home intenta enganyar a la seva dona però malgrat que s'atura abans, tots creuen que li fou infidel.